# Cầu Helix
Cầu Helix trước đây được gọi là cầu đôi Helix là cầu đi bộ nối trung tâm Marina với nam Marina trong khu vực Vịnh Marina, Singapore. Cầu Helix chính thức khai trương vào lúc 9 giờ ngày 24 tháng 4 năm 2010, tuy nhiên chỉ khai trương một nửa do đang xây dựng ở Marina Bay Sands. Nằm cạnh cầu Benjamin Sheares và cầu Bayfront. Toàn bộ cây cầu được khánh thành vào ngày 18 tháng 7 năm 2010 để phục vụ cho việc đi bộ xung quanh vịnh Marina.